# Let Jeju Air 2216
Let 2216 Jeju Air byl pravidelný let jihokorejské nízkonákladové letecké společnosti Jeju Air z letiště Suvarnabhumi nedaleko Bangkoku v Thajsku do Jihokorejského letiště Muan. V neděli 29. prosince 2024 letadlo Boeing 737-8AS registrace HL8088 havarovalo do betonové bariéry letiště Muan, když přejelo přistávací dráhu letiště, a následně začalo hořet. Z celkového počtu 181 osob na palubě jich 179 zemřelo.

## Letadlo
Jednalo se o Boeing 737-8AS s registrační značkou HL8088. Letadlo bylo vybaveno motory CFM International CFM56-7B. Letadlo původně sloužilo u společnosti Ryanair a 10. února 2017 začalo letadlo létat pro Jeju Air. 48 hodin před nehodou letadlo absolvovalo 13 letů. Poslední předletová kontrola byla dokončena za 28 minut, což je minimum stanovené příslušnými úřady v oblasti Jižní Koreje. Dle vyjádření aerolinek letadlo kontrolou prošlo a nebyly zaznamenány žádné problémy. Letecká společnost uvedla, že letadlo nebylo účastníkem žádné nehody. Podle údajů Korea Airports Corporation však letadlo figurovalo v incidentu v roce 2021, kdy při vzletu došlo ke kontaktu s ranvejí. Společnosti byla udělena pokuta, avšak událost byla klasifikována jako drobný incident a nebyla evidována jako standardní nehoda.

## Časová osa letu

Mapa letu

Data čerpána ze serveru flightradar24.
19:11:23 UTC - Letadlo začíná pojíždět na letišti Suvarnabhumi
19:27:01 UTC – Letadlo najíždí na runway
19:29:47 UTC – Letadlo se odlepuje od země
20:25:47 UTC – Letadlo dosahuje své plánované letové hladiny 37 000 stop
23:13:19 UTC – Letadlo začíná klesat nad Východočínským mořem
23:58:28 UTC – Letadlo začíná stoupat vertikální rychlostí 1856 stop za minutu
23:58:50 UTC – Zachycena poslední zpráva ADS-B na souřadnicích 34.95966N a 126.38426E ve výšce 500 stop na přiblížení na dráhu 1 na letišti Muan

## Lidé na palubě
Na palubě bylo celkem 181 osob, z toho 175 cestujících a 6 členů posádky. Podle dostupných informací přežili dva členové posádky. Většina pasažérů se vracela ze zájezdu. Nejstaršímu cestujícímu bylo 78 let, narodil se v roce 1946, nejmladší pasažér bylo batole, které přišlo na svět v roce 2021.
Pilot letadla působí u aerolinií od roku 2019 a má nalétáno 6 820 hodin. První důstojník má nalétáno 1 680 hodin.

## Nehoda

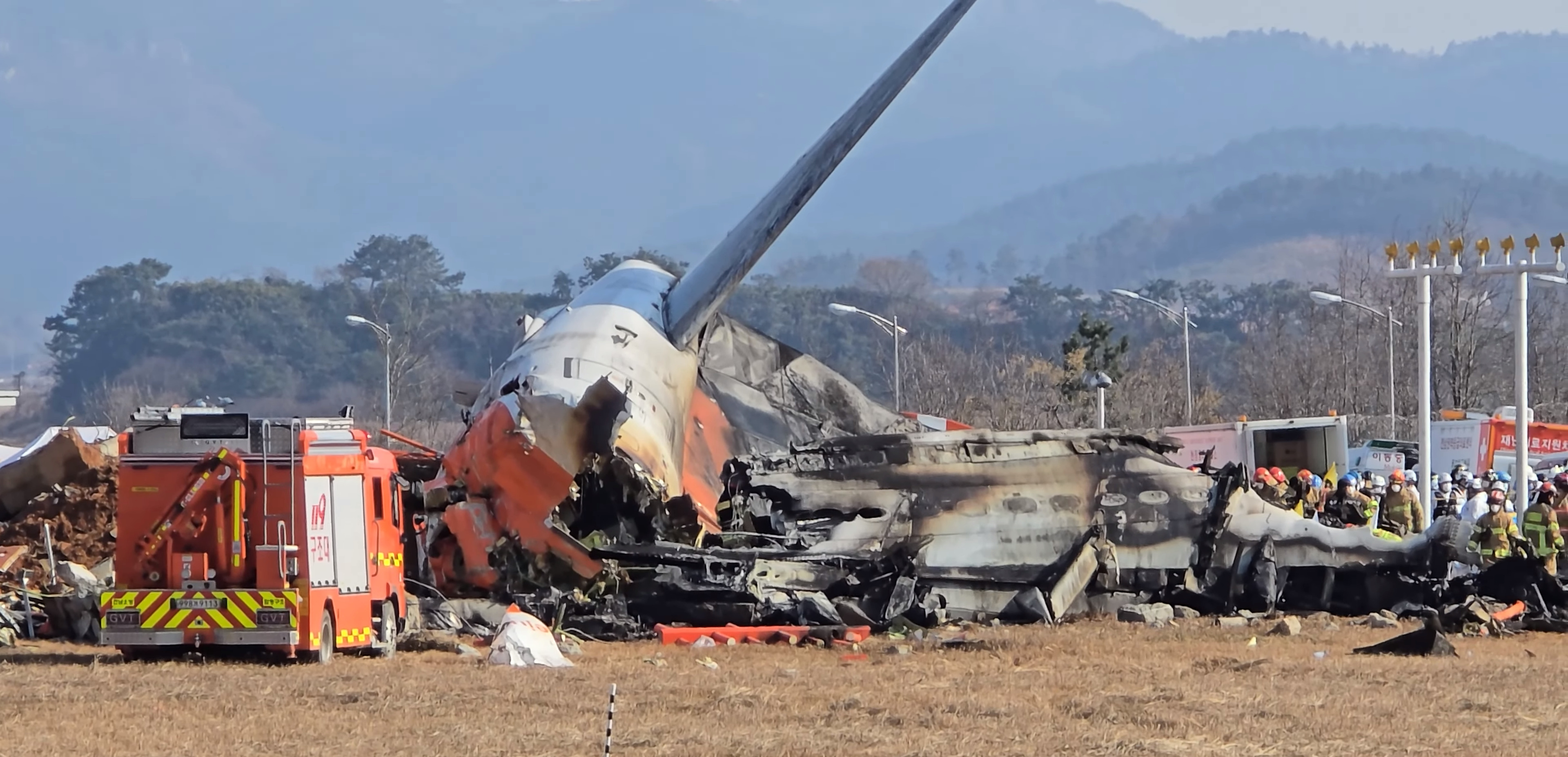
Let Jeju Air 2216

Diagram letiště s průběhem přistání

Letadlo odstartovalo z letiště Suvarnabhumi ve 2:11 místního času. K přistání přistoupilo v 9:07 místního času, avšak kvůli selhání předního podvozku, který se nepodařilo vysunout, muselo přistát na břiše. Po přistání dostal stroj smyk, narazil do nástupního mostu a následně začal hořet. Požár byl uhašen za 43 minut, přičemž na místě zasahovalo 1562 příslušníků integrovaného záchranného systému (IZS).
Velitel hasičů na tiskové konferenci uvedl, že možnou příčinou nevysunutí podvozku mohlo být nepříznivé počasí a střet s hejnem ptáků.Piloti minutu po varování před ptáky vyslali signál Mayday. Letadlo bylo naposledy radarově zachyceno při přiblížení na ranvej 01. Video však potvrdilo, že letadlo ve skutečnosti přistávalo na ranvej 19.
Objevila se teorie, že za nehodu nemohl problém s podvozkem, ale problém s hydraulikou, protože letadlo přistávalo bez použití vzletových klapek.

## Vyšetřování
Vyšetřování probíhá ve spolupráci ARAIB (Aviation and Railway Accident Investigation Board), NTSB (National Transportation Safety Board), FAA (Federal Aviation Administration) a vyšetřovatelů z firmy Boeing.
Vyšetřovatelé z Jižní Koreje (ARAIB) uvedli, že nebylo možné získat data, a proto odeslali černou skříňku do USA, kde bude NTSB pokračovat ve vyšetřování. Vyšetřování se bude rovněž zabývat otázkou, proč se na konci dráhy nacházela betonová zeď.
Kim In-gyu, expert na vzdělávání v letectví, uvedl, že je velmi nepravděpodobné, aby selhaly všechny tři podvozky najednou
Kim Kwang-il, profesor leteckého inženýrství na Univerzitě Silla v Busanu, uvedl, že kdyby na konci ranveje nebyla bariéra, letadlo by se mohlo přirozeně zastavit, a že piloti při dosednutí neudělali chybu. V květnu roku 2024 bylo letiště upozorněno, že je příliš blízko konce ranveje. Zeď se nacházela 202 metrů od konce ranveje, byla z betonu a její výška činila 4 metry. Byla postavena kvůli lokalizátorům.
Simon Hatfield, konzultant pro leteckou bezpečnost, kritizoval použití hráze k umístění lokalizátoru do správné výšky, a uvedl, že letadlo by jednoduše projelo lokalizátorem a zastavilo se, pokud by byl lokalizátor umístěn na rovinatějším terénu. Dále se porovnávala situace s letišti v Gimpo a Incheon, kde jsou lokalizátory umístěny přímo na úrovni terénu a na strukturách, které jsou navrženy tak, aby se při nárazu rozpadly, což je považováno za nejlepší globální praxi.
Pokyny ICAO stanovují 90metrovou bezpečnostní zónu na konci ranveje, přičemž doporučují 240metrovou zónu kvůli rizikům spojeným se strukturami blízko ranveje. Hráz v tomto případě byla 250 metrů za koncem ranveje. Podle jihokorejských úředníků byla ranvej postavena podle standardu a podobné struktury existují i na letištích v Evropě a Severní Americe. Geoffrey Thomas, editor webu o letectví 42,000 Feet, uvedl, že lokalizátory a další nezbytné zařízení na letištích nejsou hlavní příčinou přistání mimo dráhu a uvedl: „Podívejte se na letiště v Sydney: mají tam lokalizátory a různé věci na obou koncích ranveje a v některých případech... ranvej vede do oceánu... Pokud letadlo přistane tam, kde má, není problém.“
Wall Street Journal v souvislosti s bariérou uvedl, že Spojené státy doporučují větší bezpečnostní zónu na ranvejích, než jaká je uvedena v pokynech ICAO. Mezi lety 2000 a 2024 Spojené státy investovaly více než 3 miliardy dolarů do zlepšení více než 1 000 bezpečnostních zón na ranvejích, přičemž tento proces byl urychlen po nehodě letu American Airlines 1420 v roce 1999, kdy 11 lidí zemřelo poté, co letadlo nezastavilo a narazilo do pevných světelných systémů přiblížení.
Dne 2. ledna 2025 provedla policie razii v kancelářích letecké společnosti. Zásah se uskutečnil také na letišti Muan. Dne 11. ledna jihokorejské ministerstvo dopravy oznámilo, že černé skříňky letadla nezaznamenaly poslední čtyři minuty letu. Dle Sim Jai-donga bývalého vyšetřovatele tato událost ukazuje, že letadlo přišlo o všechny zdroje elektrické energie.
Komisí ARAIB zveřejněná předběžná zpráva o havárii za její pravděpodobnou příčinu označila chybu kapitána, který mohl po srážce s ptákem omylem vypnout nesprávný motor. V obou motorech byly nalezeny pozůstatky ptáků Čírek sibiřských, avšak oproti původním předpokladům byl vážně poškozen pouze pravý motor a levý si zachoval funkčnost. Zpráva vyvolala silnou reakci ze strany rodin obětí a odborového svazu pilotů Jeju Air, dle kterých byly závěry zveřejněny předčasně a bez dostatečné transparentnosti. Plánovaná tisková konference byla následně zrušena a oficiální tisková zpráva byla stažena.

## Reakce
Odvolaný prezident Jun Sok-jol vyjádřil soustrast všem pozůstalým. Aerolinky Jeju okamžitě zveřejnily na svém webu omluvu a dočasně zastavily prodej letenek na danou linku. Společnost uvolnila 260 zaměstnanců, aby pomohli obětem neštěstí.  Kondolovali také představitelé OSN a EU, také představitelé firmy Boeing. Letiště bylo uzavřeno do 1.1.2025 Byla také nařízena kontrola všech letadel Boeing 737-8AS.
Dne 22. ledna 2025 bylo oznámeno, že betonové bariéry používané k navigaci na sedmi letištích v Koreji budou nahrazeny. Bezpečnostní zóny ranvejí na těchto letištích budou rovněž upraveny po důkladném přezkoumání všech letišť provedeném po incidentu. Mezi navrhovaná opatření patří nahrazení betonových základů lehčími konstrukcemi nebo jejich zakopání pod zem. Na letišti Muan International budou betonové hráze zcela odstraněny a lokalizátor bude znovu nainstalován pomocí zlomitelných konstrukcí. Dne 23. ledna vláda oznámila, že zpřísní regulace pro nízkonákladové letecké společnosti a zvýší pokuty pro ty, které nebudou splňovat nová přísnější bezpečnostní pravidla.